# Free State Stadion
A Free State Stadion, jelenlegi nevén Toyota Stadion egy többfunkciós sportlétesítmény Bloemfonteinben, a Dél-afrikai Köztársaságban. 1955-ben épült, befogadóképessége 46 000 fő, 1995-ben felújításon, 2009-ben bővítésen esett át.
Az 1995-ös rugby-világbajnokság és az 1996-os afrikai nemzetek kupájának egyik helyszíne volt. A 2009-es konföderációs kupán négy mérkőzést rendeztek itt, míg a 2010-es labdarúgó-világbajnokságon öt csoportmérkőzést és egy nyolcaddöntőt játszottak a stadionban. 

## Események

### 1995-ös rugby-világbajnokság
| Dátum           | Pályaválasztó | Eredmény | Vendég    | Forduló   |
| --------------- | ------------- | -------- | --------- | --------- |
| 1995. május 27. | Japán         | 10 – 57  | Wales     | C csoport |
| 1995. május 31. | Írország      | 50 – 28  | Japán     | C csoport |
| 1995. június 4. | Japán         | 17 – 145 | Új-Zéland | C csoport |

### 1996-os afrikai nemzetek kupája
| Dátum            | Pályaválasztó | Eredmény | Vendég       | Forduló     |
| ---------------- | ------------- | -------- | ------------ | ----------- |
| 1996. január 14. | Zambia        | 0 – 0    | Algéria      | D csoport   |
| 1996. január 15. | Sierra Leone  | 2 – 1    | Burkina Faso | D csoport   |
| 1996. január 18. | Algéria       | 2 – 0    | Sierra Leone | D csoport   |
| 1996. január 20. | Zambia        | 5 – 1    | Burkina Faso | D csoport   |
| 1996. január 24. | Zambia        | 4 – 0    | Sierra Leone | D csoport   |
| 1996. január 25. | Ghána         | 2 – 0    | Mozambik     | D csoport   |
| 1996. január 27. | Zambia        | 3 – 1    | Egyiptom     | Negyeddöntő |

### 2009-es konföderációs kupa
| Dátum            | Pályaválasztó | Eredmény | Vendég                  | Forduló   |
| ---------------- | ------------- | -------- | ----------------------- | --------- |
| 2009. június 15. | Brazília      | 4 – 3    | Egyiptom                | B csoport |
| 2009. június 17. | Spanyolország | 1 – 0    | Irak                    | A csoport |
| 2009. június 20. | Spanyolország | 2 – 0    | Dél-afrikai Köztársaság | A csoport |
| 2009. június 24. | Spanyolország | 0 – 2    | Egyesült Államok        | Elődöntő  |

### 2010-es labdarúgó-világbajnokság
| Dátum            | Pályaválasztó | Eredmény | Vendég                  | Forduló      |
| ---------------- | ------------- | -------- | ----------------------- | ------------ |
| 2010. június 14. | Japán         | 1 – 0    | Kamerun                 | E csoport    |
| 2010. június 17. | Görögország   | 2 – 1    | Nigéria                 | B csoport    |
| 2010. június 20. | Szlovákia     | 0 – 2    | Paraguay                | F csoport    |
| 2010. június 22. | Franciaország | 1 – 2    | Dél-afrikai Köztársaság | A csoport    |
| 2010. június 25. | Svájc         | 0 – 0    | Honduras                | H csoport    |
| 2010. június 27. | Németország   | 4 – 1    | Anglia                  | Nyolcaddöntő |